# Evanílson
Evanílson Carvalho Nogueira (Diamantina, 12 de setembro de 1975) é um ex-futebolista brasileiro que atuava como lateral-direito.

## Carreira
Foi revelado pelo América-MG, com passagens Cruzeiro, Borussia Dortmund (Alemanha), Atlético Mineiro,  Atlético Paranaense, Sport, Vitória e pela Seleção Brasileira de Futebol.

### América MG
Nascido em Diamantina, Minas Gerais, Evanílson foi revelado pelo América-MG, no clube disputou a Serie A do Brasileirão, ficou entre 1996 a 1998 e foi contratado pelo Cruzeiro, em 1999.

### Borussia Dortmund
A visibilidade das convocações na Seleção Brasileira, o fizeram ser visto pelo Borussia Dortmund, sendo contratado ainda em 1999. No clube conquistou a titularidade e atuou até a temporada 2004/2005.
+== Seleção brasileira ===
Mesmo fazendo boas atuações, Evanílson era desconhecido no cenário nacional, até ser convocado pela Seleção Brasileira de Futebol, pelo então treinador Vanderley Luxemburgo. Na Seleção disputou a Copa América de 1999, como reserva de Cafú, a Copa das Confederações, do mesmo ano, como titular, e a Copa das Confederações de 2001, como reserva.
Em uma mátéria de um jornal esportivo de 2021, Evanilson conta como perdeu tudo que conquistou no tempo de jogador.
| “ | "Não tenho casa. Não tenho o lugar onde eu moro. O de antigamente não tenho mais, porque perdi. Tive que vender. Perdi coisas demais, bens materiais. Fui eu mesmo que me perdi. Na época, não tinha base, um amigo. Às vezes, as pessoas que estão ao seu lado não são amigos. Eu passei por isso. Quando você está no auge, surge um monte de gente falando que é seu amigo, mas não é". | ” |

## Títulos
América Mineiro
- Campeonato Brasileiro de Futebol - Série B: 1997
- Campeonato Brasileiro de Futebol - Série C: 2009[4]

Borussia Dortmund
- Bundesliga: 2001–02[5]
- UEFA Europa League: 2001–02 (vice-campeão)[5]

Sport
- Campeonato Pernambucano: 2007

Seleção brasileira
- Copa América: 1999
- Copa das Confederações FIFA: 1999 (vice-campeão)